# Komorowo Żuławskie (gmina)
Komorowo Żuławskie – dawna gmina wiejska istniejąca w latach 1973–1976 w woj. gdańskim, a następnie w woj. elbląskim (dzisiejsze woj. warmińsko-mazurskie). Siedzibą władz gminy było Komorowo Żuławskie.
Gmina została utworzona 1 stycznia 1973 roku w powiecie elbląskim w woj. gdańskim. 1 czerwca 1975 roku gmina weszła w skład nowo utworzonego woj. elbląskiego.
1 lipca 1976 roku gmina została zniesiona przez połączenie z dotychczasową gminą Elbląg w nową gminę Elbląg.